# 小行星8408
小行星8408（英語：8408 Strom）是一颗围绕太阳公转的小行星。1995年9月18日，太空监视在基特峰发现了此天体。
这颗小行星的绝对星等为19.37524101153567等。